# Titanosaurus
Titanosaurus är ett omstritt släkte dinosaurier enligt vissa zoologer. Fossil som ska ha anknytning till släktet har påträffats i Afrika, Asien, Europa och i Sydamerika. Titanosaurus åt växter och levde i öppen skogstrakt. Den blev upp till 20 meter lång. Den levde för 70 miljoner år sedan.
Titanosaurus är en stor och långhalsad dinosaurie med en lång och smal svans.

## Titanosaurusupptäckt
År 1871 upptäcktes en 1,17 m lång bit av ett massivt lårben nära staden Jabalpur i Indien. Senare beskrevs 14 arter till, men efter en granskning är det tvivelaktigt om kladen skall ha rang av eget släkte.